# Västeråsskogen
Västeråsskogen är ett naturreservat i Sollefteå kommun i Västernorrlands län.
Området är naturskyddat sedan 2004 och är 25 hektar stort. Reservatet består mes av äldre granbestånd med stort inslag av gamla tallar och även inslag av lövträd.